# Dektaflur
Dektaflur (łac. Dectaflurum) – organiczny związek chemiczny o strukturze amfifilowej. Zawiera 18-węglowy prosty łańcuch węglowodorowy (z jednym wiązaniem podwójnym) oraz grupę aminową w postaci soli z fluorowodorem. Należy do substancji typu aminofluorków, stosowanych w profilaktyce próchnicy zębów.

## Historia
Substancja ta została opracowana w latach 50. XX wieku przez firmę GABA we współpracy z Instytutem Stomatologii Uniwersytetu w Zurichu, podobnie jak inna substancja z grupy aminofluorków, olaflur.

## Produkcja
Dectaflur powstaje w reakcji równomolowych ilości 1-aminooktadek-9-enu z kwasem fluorowodorowym.